# Bors, Montmoreau-Saint-Cybard
Bors (cũng gọi là Bors-de-Montmoreau) là một xã thuộc tỉnh Charente trong vùng Nouvelle-Aquitaine tây nam nước Pháp. Xã nay có độ cao trung bình 143 mét trên mực nước biển.